# 尼娜·格斯勒
尼娜·格斯勒（德語：Nina Gäßler，1975年1月10日—），德国女子赛艇运动员。她曾代表德国参加西班牙加泰罗尼亚举行的2004年世界赛艇锦标赛，获得女子轻量级单人双桨金牌。